# ウェセックス王国

ウェセックス王国
Ƿestseaxna rīċe (古英語)
Regnum Occidentalium Saxonum (ラテン語)

茶色が879年頃のウェセックス王国の版図、黄色はノーサンブリア王国、ピンクはデーンロウ

ウェセックス王国（英: Kingdom of Wessex）は、イングランドの七王国の一つ。アングロサクソン人の建てた王国のひとつでデーン人が進攻した時代に生き残った唯一の王国である。また有能な王も輩出しエグバート、アルフレッド大王が有名。とくにアルフレッド大王のもとで行われた文化事業により数々の伝承文献が書き残される事となり、資料の乏しいこの時代の歴史、古英語の文献が現在でも残されている。
なお、ウェセックス(Wessex)　の名は、『西サクソン(West Saxon）』に由来する。同様に、サセックス(Sussex)の名は　『南サクソン（South Saxon）』から。エセックス(Essex)の名は『東サクソン(East Saxon)』から由来する。しかし初期の西サクソンと後期のウェセックス王国とでは歴史的な経緯により支配した領域が変異している（詳しくは後述参照）。

## 概説
ウェセックス王国はイングランドのアングロサクソン王朝のひとつ。その系統はイングランド王国にまで続いている。名前の由来は「ウェスト・サクソン（West Saxon、西サクソン王国）」であり、イングランドの南部および南西部を支配下に置いていた。ウェセックス王国は6世紀に成立、イングランドとしての国の形成ができる9世紀まで続き、またその後も「ウェセックス」の名は伯爵領として1016年から1066年まで一時的に使われた。
トーマス・ハーディの旅行記にしばしばその名が見られているものの、以来ウェセックスという名は行政の地名として記載はされてはいない。しかしウェセックス伯の称号は1999年にエリザベス2世の三男エドワードの登場により復活している。
現在でもウェセックスの名をイングランドに残す事を望む者が存在している。

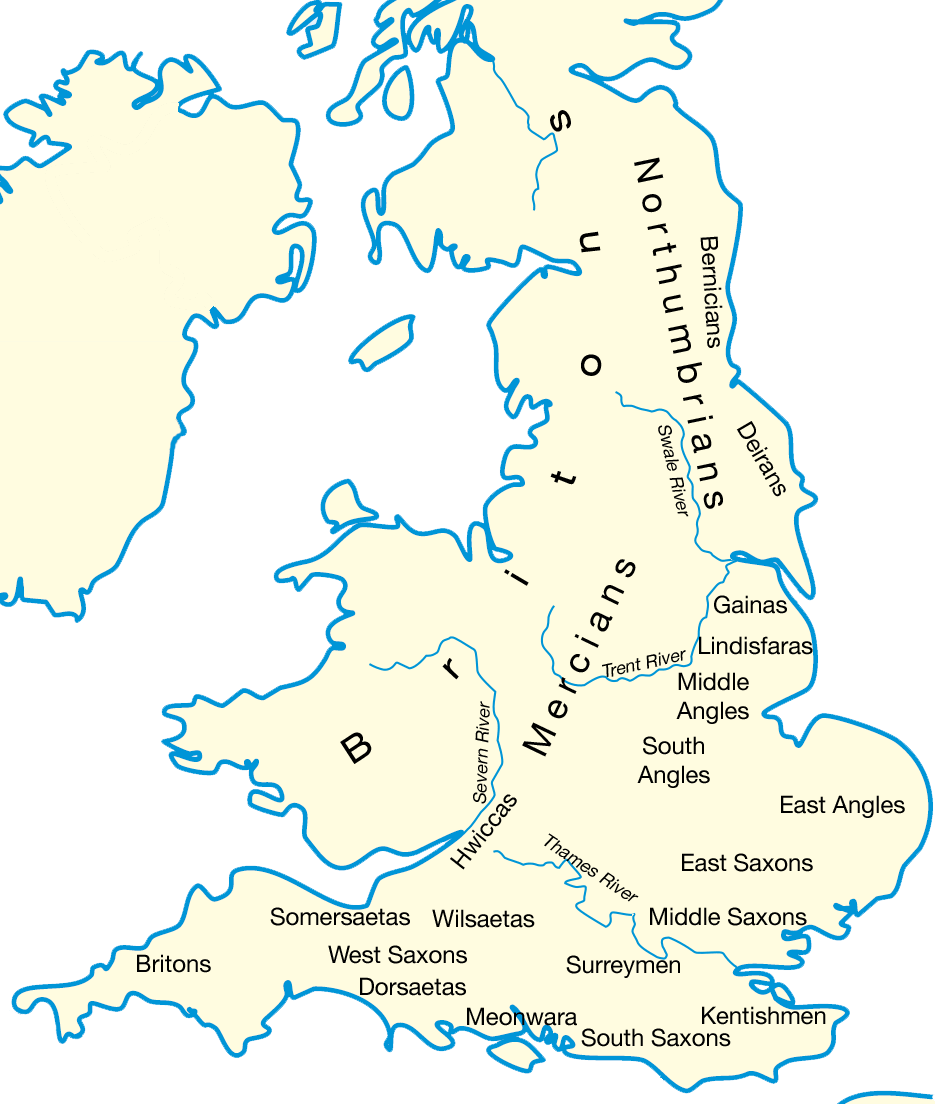
七王国時代のイングランドの地名

## 起源

### アングロサクソン年代記の記述と矛盾点の指摘
アングロサクソン年代記（以下「年代記」と記す）によれば、ウェセックス王国はチェルディッチ（セルディック）王とキュンリッチ（シンリック）王により設立された。彼らはゲウィサエという名の氏族の首長であり、ハンプシャーに上陸、ワイト島を含む周辺地域を支配下に置いたと言われている。
しかし、年代記の記述には裏付けが乏しく、矛盾点も多い。すなわち考古学的な証拠としてはハンプシャーだけでなくテムズ川上流の渓谷地帯およびコッツウォルズ周辺にもアンクロサクソン人の定住跡が見受けられ、彼らの存在した6世紀後半から7世紀にかけてのウェセックスの中心地はむしろ後世の中心地よりも北部によりかかっていた事が指摘されている。
また8世紀後半の歴史学者ベーダは、ワイト島はサクソン人ではなく、ジュート人が上陸したところであり、またジュート人がハンプシャーの沿岸区域を占拠したとの記述を残しており、この地域はウェセックス王国が7世紀になってからようやく支配下に置いた場所に過ぎなかった事を記述している。
よってアングロサクソン年代記の記述は8世紀、9世紀に書かれた、当時の王国の勢力図に合う形で過去の起源の伝承を記載した結果の産物であるという可能性が高い。
この2人の王の名の出所は年代記の「西サクソン王国系譜目録」に記載されている。年代記は短い系譜を数多く年代別に記載されているが、前述のように矛盾も多く全ての整合性を統一できていないでいる。最近のイギリスの史学者デヴィッド・ダンヴィル(en:David Dumville)の分析によると、年代記の西サクソン王の名前に取り繕ったような形で王の名が複数まとまった箇所に存在しており－またその王の名は他の学者が史的証拠として取り上げもしていたが－実証性に足るものではない事が指摘されている。

### チェルディッチ、キュンリッチによる統治
年代記では495年にチェルディッチ王がブリテン島に上陸した事になっているが、前述の歴史学者ダンヴィルはそれが538年頃だったと修正、後世の系譜を全ての血統をチェルディッチに帰したいがために矛盾した部分を書き加えられ、全てを解析する事は困難になっている事を指摘している。
いずれにせよチェルディッチの治世は16年におよび、後にキュンリッチに王位が移ったのは554年頃としている。キュンリッチはチェルディッチの息子とされているが、別の説では孫となっており、よく分かってはいない。孫とする場合、クレオダ(Creoda)という人物がキュンリッチの父親としてチェルディッチとの系譜の間をつないでいる。
キュンリッチの治世は581年頃チェウリン （セウリン、チェアウリン、ケアウリン、ツェアウリンとも、正確な発音では『チェアゥリン』と思われる。en:Ceawlin of Wessex）という人物に受け継がれた。恐らくは息子であろうと考えられている。

### チェウリン
チェウリンの治世はそれまでの王よりはその記述に伝承性が薄く、多少の信頼された裏づけがあるものと思われるが、年代記では在位は560年から592年、ダンヴィルによって修正されたものとは異なっている。
チェウリンの治世にウェセックス王国はグロスターシャーのチルターン(en:Chiltern)、サマーセットを征圧する。この攻勢は、バドン山の戦い(en:Battle of Mons Badonicus)でケルト系ブリトン人に敗れて以来の膠着状態以来のものであり、アングロサクソン勢力の拡大が再びこの時期より始まったと考えられている。
またチェウリンはベーダの著作で記されている七人の王の一人としてその名を残しており、彼の記述によると南イングランドにおける「インペリウムを保持していた人物」と伝えられている。この事は後世に記されたアングロサクソン年代記も記しており、そこではチェウリンを「ブレトワルダ（Bretwalda、アングロサクソン社会における諸王の中の王の意）」、「ブリテンの支配者」という表現で表されているのが繰り返されている。

### チェオル、チェオルウルフ、キュネイルス
チェウリンは甥であるチェオル(正確な発音では『チェォル』)により退位させられ翌年死去、チェオルが王位に就いた。しかし6年後（恐らくは594年頃）、王位は兄弟であるチェオルウルフに取って代わられ、さらに617年ごろに王位はキュネイルスに代わられた。
系譜学者はキュネイルスの出自に関して一致した著述を残してはおらず、残る史書では彼の父の名も一致していない。

## キリスト教の普及とマーシア王国の台頭

### キュネイルス、チェンワルフ
ウェセックスの歴史の著述に信憑性のある年月が残されるのはキュネイルスの治世になってからである。630年代の後期、恐らくは640年に聖ビリヌス(en:Saint Birinus)がキュネイルスに洗礼を施しウェセックス王国に司教区を設け、ドルチェスター・オン・テムズ(en:Dorchester-on-Thames)を本拠とした。
この洗礼の出来事は西サクソン王国の中では最初の改宗の例となったが、かと言ってこれが先鞭で改宗が続いたわけではなく、642年頃に次のチェンワルフは異教徒のまま王位を受け継いだ。しかし数年後、彼が洗礼を受けるとウェセックス王国はキリスト教の王国としての基盤ができあがるようになった。洗礼の際に彼に洗礼名を名づけた人物はノーサンブリア王オスワルド(en:Oswald of Northumbria)であり、この洗礼は以前よりウェセックス王国を圧迫していたマーシア王ペンダに対する盟約の意味合いも含まれていた可能性もある事が指摘されている。

### マーシア王国による征服
アングル人のマーシア王国の勢力拡大に伴い、攻撃を受けていたサクソン人のウェセックス王国はテムズ川、エイヴォン川以北を侵食されつつあり、このような動きにウェセックス王国は南部領土の建て直しを計る事となる。チェンワルフはマーシア王ペンダの娘と婚姻を結んだが、やがてそれが離縁となると再びマーシア王国が侵略、彼は3年ほど国を棄てて亡命する事となる。この時期は定かではないが、恐らくは640年代後半ないし650年代前半と考えられている。この時期ウェセックス王国はマーシア王国の支配下に入る事となった。
チェンワルフはイースト・アングリアに身を寄せて、この地でキリスト教に改宗をした。そして彼がウェセックスに戻り王に復位すると、今度はペンダの後継者ウルフヘレの攻撃を受けてしまう。しかしウェセックス王国はブリトン人を討伐して領土をサマーセットまで拡大する事に成功する。そしてウィンチェスターに司教区を築いた。また、その直後に古来の司教区だったドルチェスターがマーシア王国の圧力に押され放棄される事となり、こうしてウィンチェスターはウェセックス王国の事実上の首都として今後発展を遂げる事となる。

### チェルディッチの末裔による短期在位
673年にチェンワルフが死去すると妻サクスブルフが一年王位に就いた。そして次にチェウリンの兄弟の血筋となるエシュウィネが就く。このようにウェセックスの王位はチェルディッチにつながる男系子孫の流派から流派へと移譲される事がしばしばあった。このような政権交代は本当に起きていた事なのか、王権の移譲をチェルディッチからの血統という正当性を後付で誇示する必要性から生じたものなのかは不明である。
いずれにせよ、エシュウィネの治世は2年間続き、676年には王位はチェンワルフの家系へと戻り、チェントウィネが王となった。彼はブリトン人と戦った事は分かっているが、詳しい内容は消失してしまっている。
チェントウィネの後、遠縁の縁者と思われ、またチェウリンの子孫と名乗るキャドワラが王位に就いた。キャドワラの治世は2年間だったが、サセックス、ケント、ワイト島に進攻、ケントを征圧した後にすぐに、またサセックスも続いて独立を許してしまうが、ウェセックス領を大幅に拡大した。彼は688年に退位、ローマへ巡礼の旅に出かけた。そこでキャドワラはローマ教皇から洗礼を受け、すぐに死去したと言われる。

### イネによる長期統治
キャドワラの後はイネが継いだ。イネもチェウリンを通じてチェルディッチの子孫と自称していたが、また遠縁の血統ではあった。イネの統治は長く38年に及んだ。現存している古英語の法典は、ケント王国のものを除けば、イネの治世のものが最古である。また彼はシャーボーンに司教区を築き、セルウッド(en:Selwood Forest)以西の領土を支配下に置いた。晩年、先王キャドワラに習い、ローマへ巡礼。チェルディッチの末裔を名乗る王位は幾人かの王たちに移譲されたが、系譜学として関連は定かでないものとなっている。
8世紀にウェセックス王国の勢いは北方のマーシア王国に劣後する事となり、幾度か西サクソン王国の王はマーシア王の支配下に入る事となった。とは言うもののウェセックス王国は、マーシア王国が小国に対して振舞うような高圧的な支配統治は免れてはいた。この時期にウェセックス王国は西方ドゥムノニアを吸収しデヴォンを支配下に押さえる事に成功する。マーシア王国が現在のグロスターシャー、オックスフォードシャーに相当するウェセックス王国の北部旧領へ進攻した結果、テムズ川とエイヴォン川が境界となり、中心地がハンプシャー、ウィルトシャー、バークシャー、ドーセット、そしてサマーセットの各州へと区分けされた。このようなウェセックス王国に見られた州制度は後のイングランド王国の地方行政単位となり、イギリスの行政制度の礎となるが、8世紀中ごろには成立していた。

## ウェセックスの覇権

### エグバートによる台頭
全アングル人の王（Rex Anglorum）を名乗るマーシア王のオファ（在位：757年 - 796年）により追放されフランク王国のカール大帝の所に身を寄せていたイネの兄弟インゲルドの末裔と称していたエグバードの登場により、ウェセックス王位の継承過程が変わり、今までのチェルディッチの末裔と名乗る複数の王族から一人が王位に登る形式が終わり、代わって単独の王家からの継承へと変化した。825年にマーシア王国のベオルンウルフをエランダンの戦い(en:Ellandun)で撃破、サセックス、ケント、エセックスの支配権をマーシア王国から奪うと同時にイースト・アングリアをマーシア王国の支配から離脱、独立を支援した。829年にエグバードはマーシア王国を征圧、王ウィイラフ(en:Wiglaf of Mercia)を追放させ、ノーサンブリア王国も支配権を確立させる。そしてエグバートはブレトワルダとなりブリテン島の諸王の王として君臨した。この君臨の時期は短く、830年にウィイラフは帰還しマーシア王国は再び独立してしまうが、南西イングランドに拡大したウェセックス王国の領土は侵食される事はなかった。

### バイキングの急襲
エグバートの治世の晩年、ウェセックス王国はデーン人のヴァイキングの攻撃を受け、835年以降たびたびさらされるようになる。851年には350もの軍船を乗せた大軍がテムズ川河口に現れる。そしてマーシア王国のベオルンウルフを敗北させると、デーン人の大軍がウェセックス王国に進出、しかしアクレアの戦い(en:Battle of Aclea)でエグバートの息子エゼルウルフに敗れ、四散した。こうして15年デーン人の侵略を免れる事ができたが、ウェセックスへの急襲は依然として続いた。
855年から856年にかけてエゼルウルフはローマへ巡礼に出かけ、その間長子エゼルバルド(en:Æthelbald of Wessex)が父の不在の間に王位を簒奪する。エセルウルフが帰還すると流血を避けるために息子と領土を分割する事に同意、自らはウェセックス東部の新たな領土を統治し、息子は古来の中心地を治めた。エセルウルフの後領土は子供たちに交互に受け継がれ、エセルバルドの他にエセルベルト（en:Ethelbert of Wessex）が東部の父の領土を受け継ぎ、そしてエゼルバルドの死去によりウェセックス王国を再統一させ、王位はエゼルレッド(en:Ethelred of Wessex)に引き継がれた。しかしエゼルレッドも死去。年長の兄弟が子を残さず絶え、エゼルレッドの息子は王位に就くには幼すぎたので、王位は末子アルフレッドに受け継がれた。後にアルフレッド大王と呼ばれる人物である。

### アルフレッド大王の統治
865年、再びデーン人が来襲し、デーン人はノーサンブリア、イースト・アングリアを征服する。871年にはウェセックス王国も侵略にさらされるようになり、一時期エゼルレッドとアルフレッドの兄弟による敗北で停滞するものの、度重なる戦線で兵馬を失ったアルフレッドはデーン人に対し金銭をもって撤退させるようになる。
デーン人はマーシア王国を服属させ、ノーサンブリアにも勢力を伸ばしたが、876年再びウェセックスにやってきた。これに対してアルフレッドは迅速に対応、877年に小競り合いで撤退させる事に成功する。デーン人の一派はそのままマーシアへ撤退、残存する残りのデーン人は877年初頭の冬に再びウェセックス王国に進攻してきた。冬季の進軍にアルフレッドは驚き、国土の大半を侵略され、アルフレッドはサマーセットの湿地へと避難するが、数ヵ月後に軍を徴収、エサンドゥーンの戦い（古英語: Battle of Ethandun、現在のウィルトシャー州エディントン付近）でデーン人を粉砕する。この勝利により878年にウェドモーアの和議が締結され、デーン人はイースト・アングリア、ウェセックスからデーンロウへ最終的に撤退した。
そののちの数年、アルフレッドは内政の再編に取り掛かる。彼は軍船を建造する、軍隊を2交代制にして常時臨戦態勢にさせる、増強した砦(ブルフ、Burh)を国内隈なく築き上げるなどウェセックス王国の内政、防衛体制において大幅な改革に着手した。このような体制の内容は「Burghal Hidage」という10世紀の書物に記録として残されており、それによるとウェセックス王国に33の駐屯地があり、安全な場所から馬に一日乗った距離以内にあったと言う。この改革により890年代に再来したデーン人の来襲を最小の犠牲で追い払う事ができた。
またアルフレッドは司法組織にも改革を加え、大学と教育機関の復興を手助けした。イングランド中またはヨーロッパの各地から学者を自らの宮廷に召還し、彼らにラテン語の書物を古英語に翻訳させた。仕事のほとんどは個人作業でさせたが、アングロサクソン年代記の執筆は集団作業で行われ、アルフレッドはその指揮を執った。このような文化作業の結果、ウェセックス王国の政治的な優位性が上昇し、この時代の西サクソン方言が古英語の標準語となり、その後のアングロサクソン社会の標準となった。
デーン人の侵略はノーサンブリアとイースト・アングリア地域を荒廃させ、北東部にデーン人の定住によりマーシアは二分、北東部はデーン人の定住地となり、南西部はチェオルウルフ(en:Ceolwulf II of Mercia)の支配となったが、チェオルウルフ自身デーン人の傀儡に過ぎなかった。チェオルウルフが死去するとアルフレッドは正式なマーシア王国の後継者となったが、それは他の王の推挙によるものでなく、エアルドルマン（en:Ealdorman、現在のEarl、伯爵に相当）のエゼルレッド(en:Earl Aethelred of Mercia)の要請によるものだった。また彼はアルフレッドの支配下に入る事に異議はなく、アルフレッドの娘エゼルフレダ(en:Ethelfleda)を娶っていた。このマーシアがどのような形でアルフレッドの支配下に入ったのか移譲に関しての過程はよく分かってはいないが、これによりアルフレッドはデーン人の来襲で生き残った唯一のイングランド在住の王となった。

## イングランド王国へ
890年以降もイングランドに定住した小規模なデーン人による襲撃をウェセックスとマーシアは繰り返し受けていたが、このような侵食をウェセックス王国は通常敗走させる事ができ、また大陸からの大規模な侵略はなかった。政治動向はウェセックス王国にとって好都合に傾いていた。
899年アルフレッド大王が死去。
911年アルフレッドの盟友だったマーシアのエゼルレッドが死去すると、アルフレッドの娘エゼルフレドが統治の任に就いた。アルフレッドの息子エドワード長兄王はロンドン、オックスフォード周辺、恐らくはミドルセックス、ハートフォードシャー、バッキンガムシャー、オックスフォードシャーをマーシアからウェセックス王国の支配下に鞍替えした。913年から918年にかけてウェセックス王国の一連の攻撃によりマーシアとイースト・アングリアに住むデーン人たちを圧倒し、ノーサンブリア王国の南の境界線だったハンバー(en:Humber)より南をエドワードは支配下に置いた。918年にエゼルフレドが死去すると、エドワードは支配下にあったマーシア国内に残されていた自治を排除し、イングランド人の唯一残った王としてマーシアの直接統治を手がけた。927年エドワードの後継者アゼルスタンはノーサンブリアをデーン人から奪い返し、最初にイングランド全土を統一した人物となった。こうしてウェセックス王国はイングランド王国へと変貌を遂げる事となった。
拡大によりウェセックス王国は大規模な王国へと効率的に変貌を遂げていたが、955年にエアドレド王が死去するとイングランドは、ウェセックス王国を治めるエドウィッジ (en:Eadwig) とマーシアを治めるエドガーの2つの息子に領土分割された。しかし959年にエドウィッジが死去するとエドガーがイングランド全土を支配下に置くこととなった。

## クヌートの支配以降
クヌートが1016年イングランドを占拠すると、かつてのノーサンブリア、マーシア、イースト・アングリアのあった地域に伯爵領を制定するが、ウェセックスは直接統治した。しかし数年後、クヌートはウェセックスも伯爵領とし、イングランド人の部下ゴドウィンに託す。50年の間、この領地を支配する者、最初はゴドウィン、そして息子のハロルドは王の次に権力を持つ存在となった。そして1066年にエドワード懺悔王が亡くなるとハロルド自身がハロルド2世としてイングランド王位に就き、ウェセックス伯領を併合させた。そしてノルマンディー公ウィリアムがハロルドを排し、イングランド王となるとこの伯爵領を拝領する者はなく、ウェセックス伯領も間もなく廃止された。1066年をもって行政単位としてのウェセックスはなくなった。

## ウェセックス王

### 初期の王
初期の王は『ゲウィス（ゲウィサエ）の王』として名乗られている。
- チェルディッチ(Cerdic、519年-534年)
- キュンリッチ(Cynric、534年-560年)
- チェウリン(Ceawlin、560年-591年)
  - クスウルフ(Cuthwulf、571年)-「西サクソン王」の称号が例外的についている。チェウリンのもとでベドカンフォードの進攻で得た地域を共同統治したものと考えられている。
- チェオル(Ceol、591年-597年)
- チェオルウルフ(Ceolwulf、597年-611年)
- キュネイルス(Cynegils、611年-643年)
  - クウィチェルム(Cwichelm、626年-636年)- キュネイルスと同時代の王。関連の詳細は不明。
- チェンワルフ(Cenwalh、643年-645年)

### マーシア王国の支配
ペンダ(Penda、645年-648年)

### ウェセックス王家の復位
ここから『西サクソンの王』の称号がつく。
- チェンワルフ(648-674)
- サクスブルフ(Seaxburh、672年-674年)-チェンワルフの妻、夫の死後王位に。
- チェンフス(Cenfus、674年)
- エシュウィネ(Aescwine、674年-676年)
- チェントウィネ(Centwine、676年-685年)
- キャドワラ(Caedwalla、685年-688年)
- イネ(Ine、688年-726年)
- エゼルエルド(Æthelheard、726年-740年)
- クスレッド(Cuthred、740年-756年)
- シエベルート(Sigeberht、756年-757年)
- キュネウルフ(Cynewulf、757年-786年)
- ベオルートリッチ(Beorhtric、786年-802年)
- エグバート(Egbert、802年-839年)、以降はイングランド王。
- エゼルウルフ(Ethelwulf、839年-856年)
- エゼルバルド(Ethelbald、856年-860年)
- エゼルベルト(Ethelbert、860年-865年)
- エゼルレッド(Ethelred、865年-871年)
- アルフレッド大王(Ælfred the Great、871年-899年)
- エドワード長兄王(Edward the Elder、899年-924年)
- エルフウェルド(Ælfweard、924年)
- アゼルスタン(Athelstan、925年-927年)